# ヤーコブ・サーフェリー
ヤーコブ・サーフェリー（Jacob Maertensz. Savery 、1565年ころ - 1603年4月23日）はフランドルの画家である。ミニアチュールや動物の描かれた風景画を描いた。画家になった同名の息子(Jacob Jacobsz. Savery :c.1593-1627)と区別するために、「年長のヤーコブ・サーフェリー(フランス語:Jacques Savery l'Ancien)」のように呼ばれる。

## 略歴
現在のベルギー、ウェスト＝フランデレン州のコルトレイクに生まれた。弟に画家になったルーラント・サーフェリー(1576/1578-1639)がいる。アントウェルペンの画家、ハンス・ボル(1534-1593)の弟子になった。八十年戦争(1568-1648)のため、1584年にボルとアントウェルペンを離れた。現在のオランダ南西部の街、ドルドレヒトや、ハールレムに移り、ヤーコブ・サーフェリーは1587年にハールレムの聖ルカ組合に登録された。1591年に、アムステルダムに移り、市民権を得た。
1603年のペストの流行により亡くなった。
弟子には、弟のルーラント・サーフェリーの他、ウィレム・ファン・ニューラント(Willem van Nieulandt: 1584–1635)がいる。息子のハンス(Hans Savery II:1589–1654)は画家になり、ルーラント・サーフェリーの助手を務めた。同名の息子ヤーコブ・サーフェリー(Jacob Jacobsz. Savery :c.1593-1627)も動物画を得意とする画家になり、もう一人の息子、サロモン・サーフェリー(Salomon Savery: 1594–1678)は版画家になり、出版の仕事もした。娘は版画家と結婚して、ヘールトルイト・ロフマン(Geertruydt Roghman: 1625-1657)やルーラント・ロフマン(Roelant Roghman: 1627-1692)、マグダレナ・ロフマン(Magdalena Roghman: 1637-1679) といった画家、版画家の母親になった 。
ヤーコブ・サーフェリーは風景画の中に動物を描き、フランドルにおける動物画のジャンルが発展するのに貢献したとされる。

## 作品

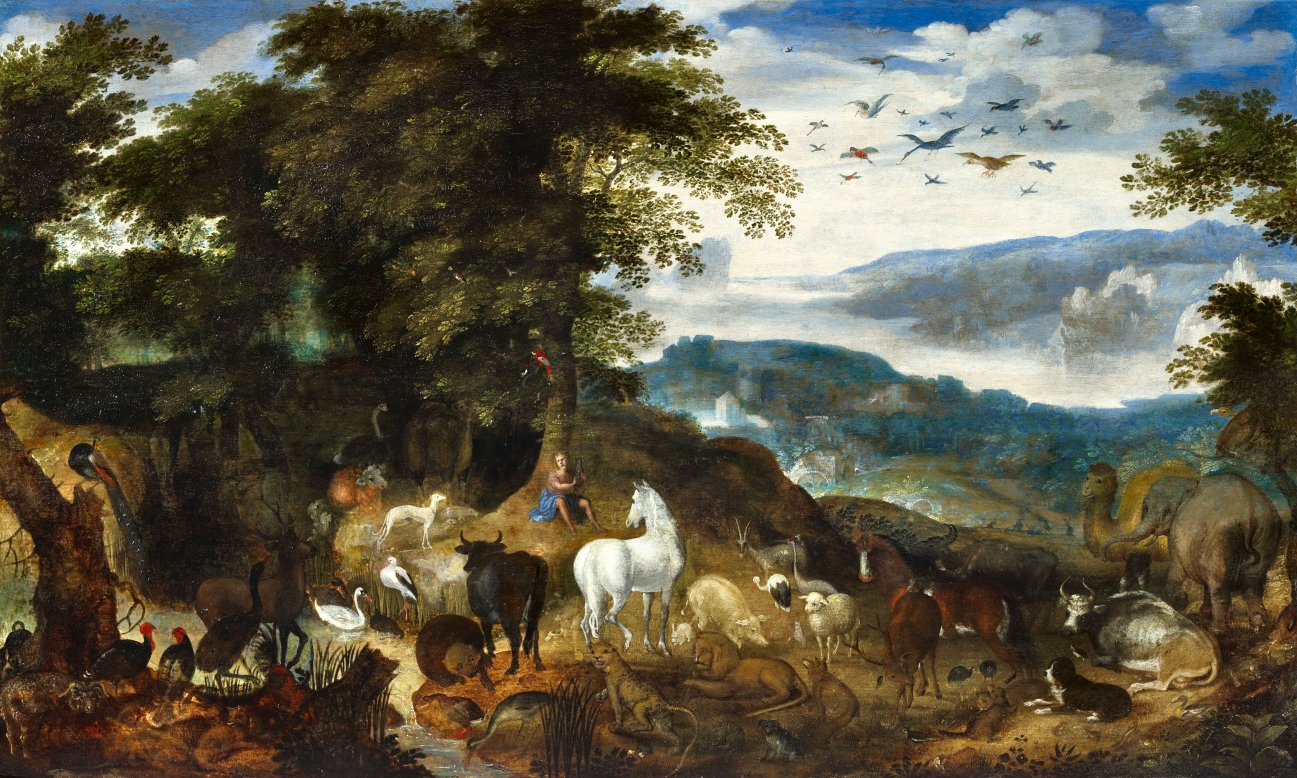
動物や木々を歌で魅了するオルフェウス
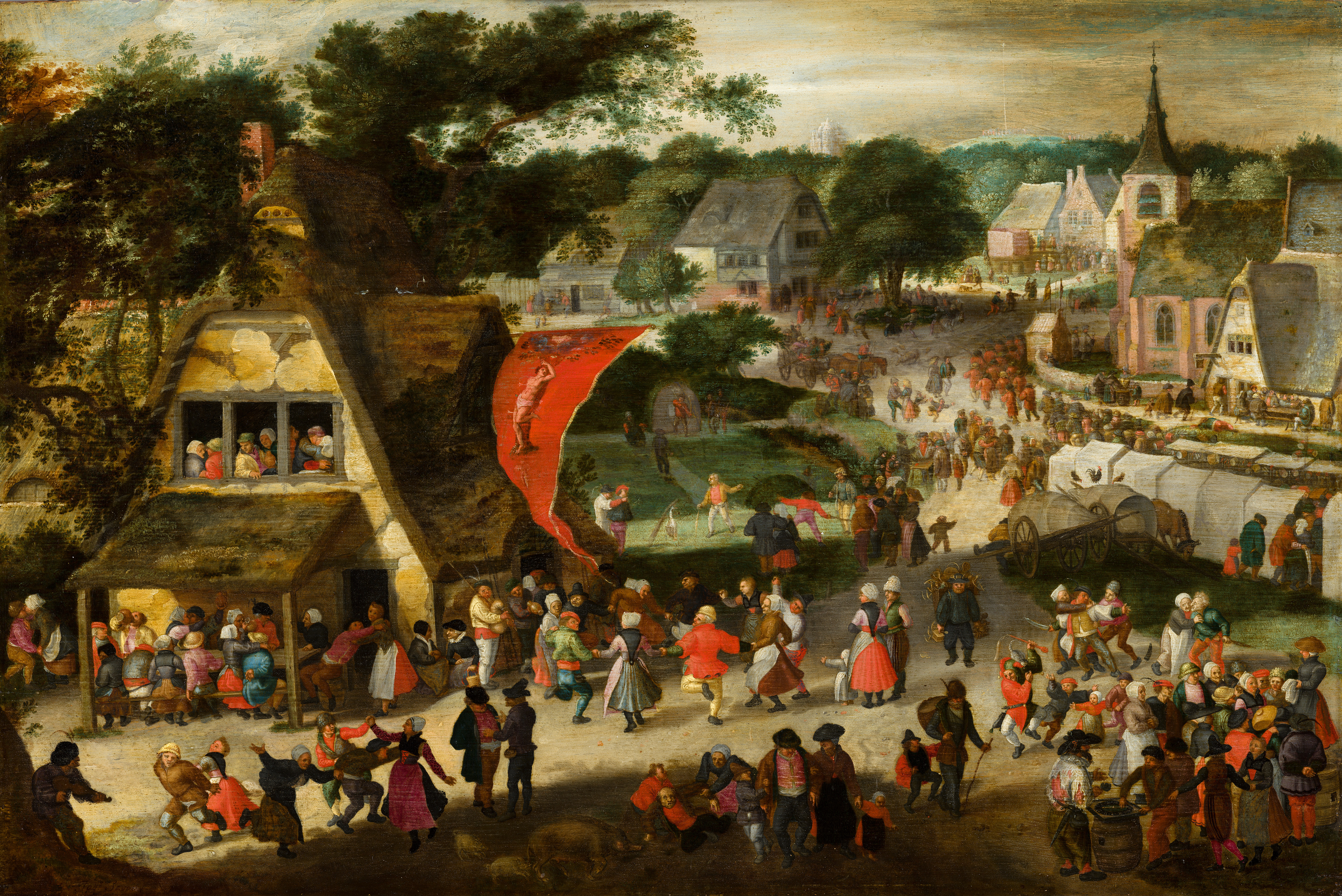
聖セバスチャンの日の祭列 マウリッツハイス美術館蔵
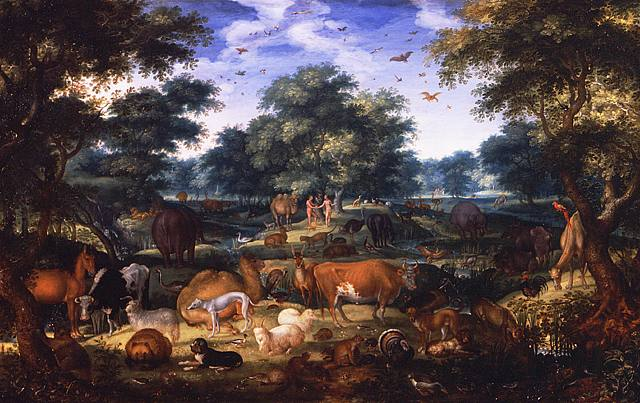
エデンの園(1601)
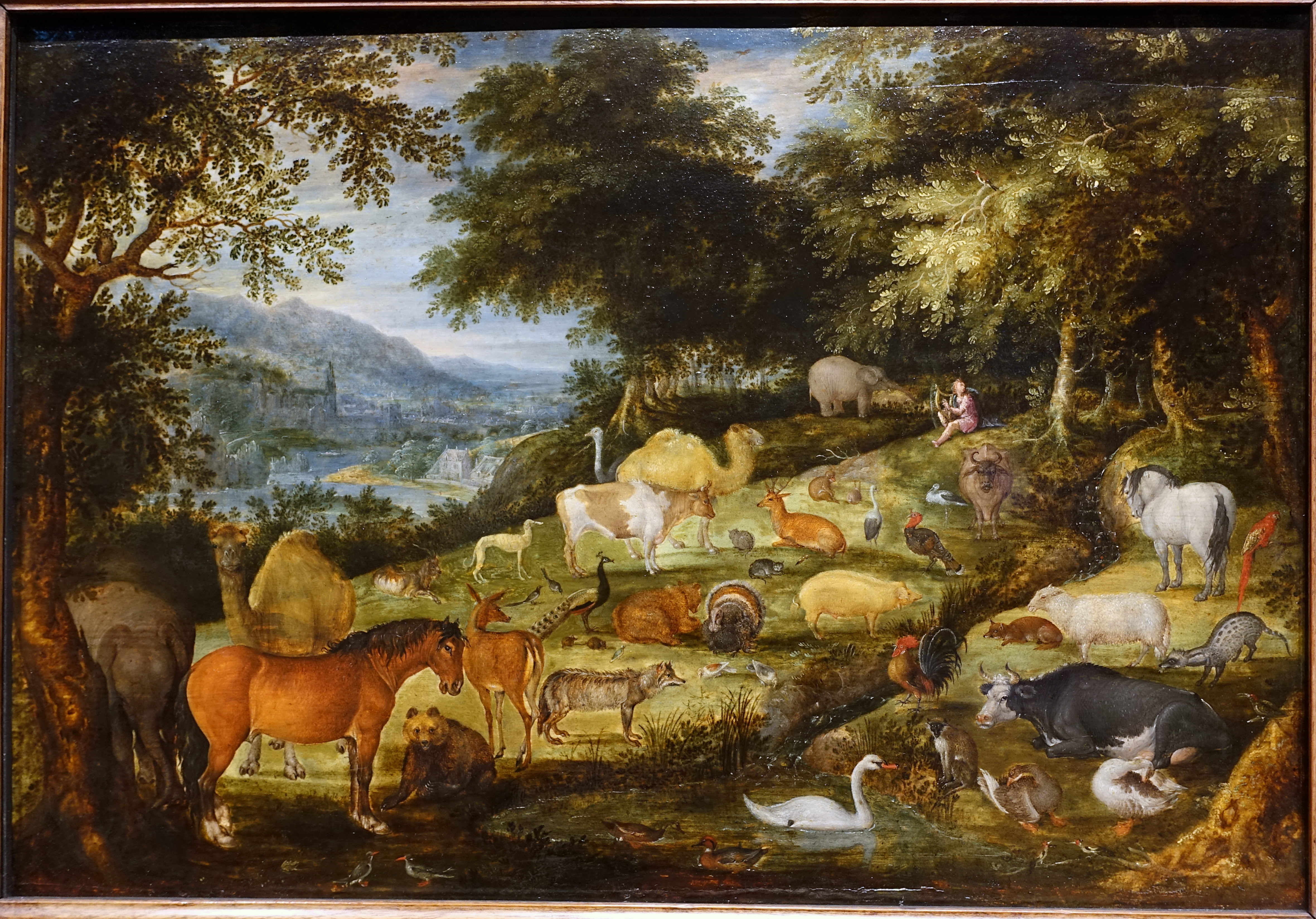
動物とオルフェウス
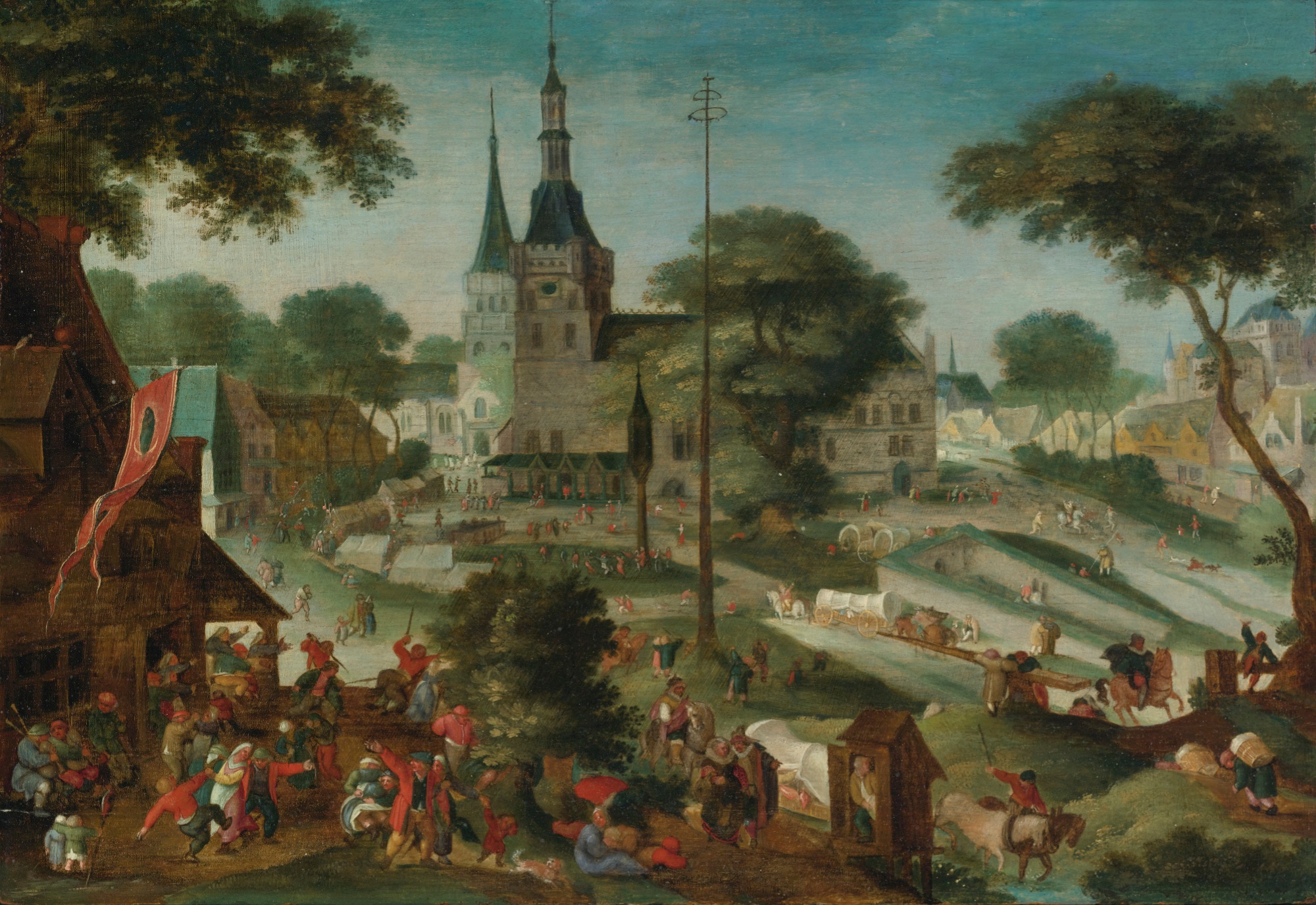
Schellebelleの祭り
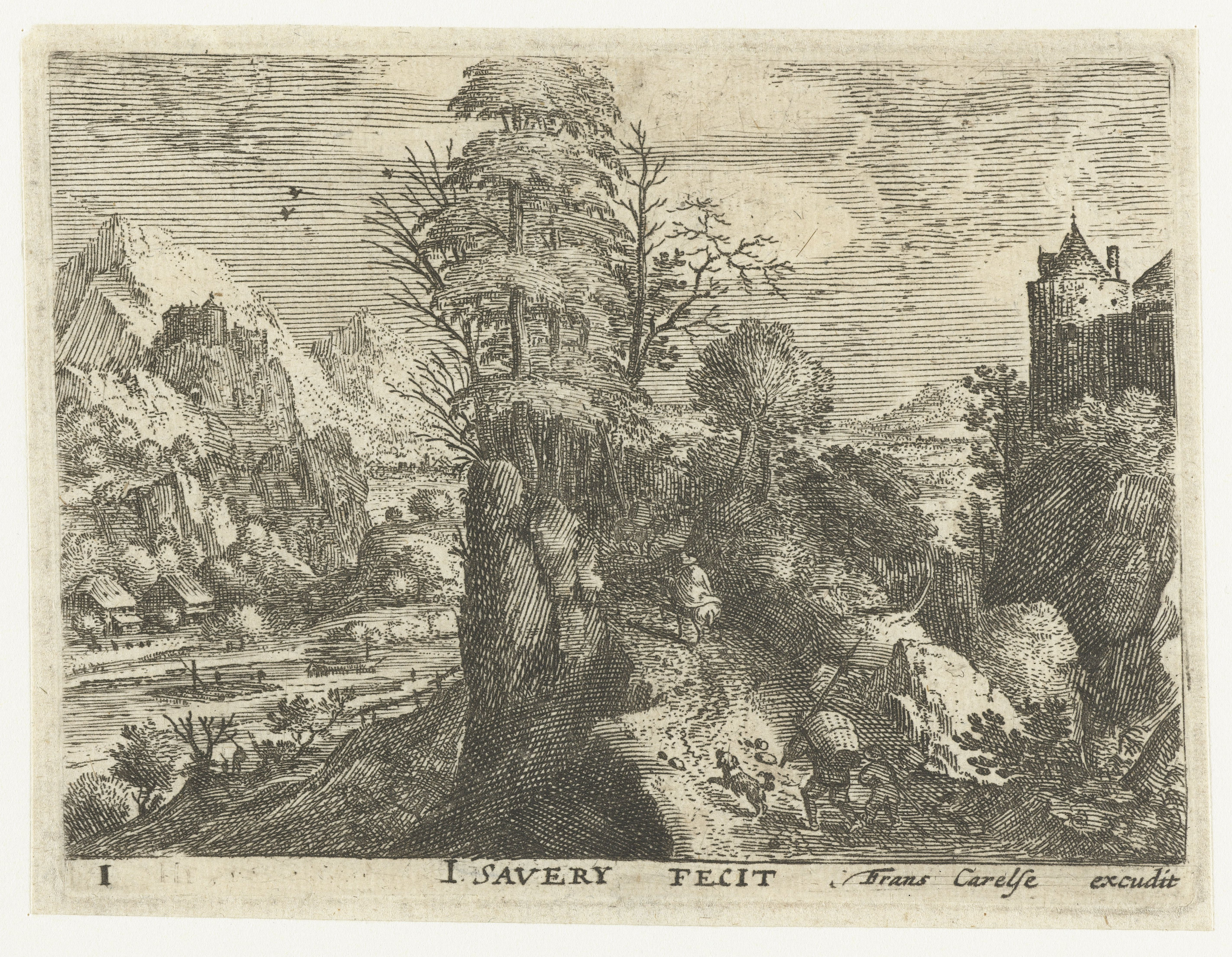
版画作品